# Toxorhina yamma
Toxorhina yamma är en tvåvingeart som beskrevs av Günther Theischinger 2000. Toxorhina yamma ingår i släktet Toxorhina och familjen småharkrankar. Inga underarter finns listade i Catalogue of Life.